# Maurice Trintignant
 Maurice Bienvenu Jean Paul Trintignant  va ser un pilot de curses automobilístiques francès que va arribar a disputar curses de Fórmula 1.
Trintignant va néixer el 30 d'octubre del 1917 a Sainte-Cécile-les-Vignes, Vaucluse, França. Va morir el 13 de febrer del 2005 a Nimes.

## A la F1
Va debutar a la segona cursa de la història de la Fórmula 1 disputada el 21 de maig del 1950, el GP de Mònaco, que formava part del campionat del món de la temporada 1950 de F1, de la que va disputar només dues curses.
Maurice Trintignant va participar en un total de vuitanta-quatre curses (amb dues victòries i 10 podis) puntuables pel campionat de la F1, repartides al llarg de quinze temporades a la F1, les que corresponen als anys entre 1950 i 1964.
També va disputar i guanyar nombroses curses no puntuables pel mundial de la F1, entre les quals destaquen les 24 hores de Le Mans de l'any 1954.

## Resultats a la F1
| Any  | Equip                    | Xassís       | Motor        | 1        | 2       | 3       | 4       | 5       | 6       | 7       | 8       | 9       | 10      | 11      | Posició | Punts |
| ---- | ------------------------ | ------------ | ------------ | -------- | ------- | ------- | ------- | ------- | ------- | ------- | ------- | ------- | ------- | ------- | ------- | ----- |
| 1950 | Equipe Gordini           | Gordini      | Gordini      | GBR      | MON Ret | 500     | SUI     | FRA     | BEL     | ITA Ret |         |         |         |         | -       | 0     |
| 1951 | Equipe Gordini           | Gordini      | Gordini      | SUI      | 500     | BEL     | FRA Ret | GBR     | ALE Ret | ITA Ret | ESP Ret |         |         |         | -       | 0     |
| 1952 | Ecurie Rosier            | Ferrari      | Ferrari      | SUI NVS  |         |         |         |         |         |         |         |         |         |         | 21è     | 2     |
| 1952 | Equipe Gordini           | Gordini      | Gordini      |          | 500     | BEL     | FRA 5   |         |         |         |         |         |         |         | 21è     | 2     |
| 1952 | Equipe Gordini           | Gordini      | Gordini      |          |         |         |         | GBR Ret | ALE Ret | HOL 6   | ITA Ret |         |         |         | 21è     | 2     |
| 1953 | Equipe Gordini           | Gordini      | Gordini      | ARG 7*   | 500     | HOL 6   | BEL 5   | FRA Ret | GBR Ret | ALE Ret | SUI Ret | ITA 5   |         |         | 11è     | 4     |
| 1954 | Ecurie Rosier            | Ferrari      | Ferrari      | ARG 4    | 500     |         |         |         |         |         |         |         |         |         | 4t      | 17    |
| 1954 | Scuderia Ferrari         | Ferrari      | Ferrari      |          |         | BEL 2   | FRA Ret | GBR 5   | ALE 3   | SUI Ret | ITA 5   |         |         |         | 4t      | 17    |
| 1954 | Scuderia Ferrari         | Ferrari      | Ferrari      |          |         |         |         |         |         |         |         | ESP Ret |         |         | 4t      | 17    |
| 1955 | Scuderia Ferrari         | Ferrari      | Ferrari      | ARG 2+3* | MON 1   | 500     |         |         | GBR Ret |         |         |         |         |         | 4t      | 11.33 |
| 1955 | Scuderia Ferrari         | Ferrari      | Ferrari      |          |         |         | BEL 6   | HOL Ret |         | ITA 8   |         |         |         |         | 4t      | 11.33 |
| 1956 | Vandervell Products Ltd. | Vanwall      | Vanwall      | ARG      | MON Ret | 500     | BEL Ret |         | GBR Ret | ALE     | ITA Ret |         |         |         | -       | 0     |
| 1956 | Automobiles Bugatti      | Bugatti      | Bugatti      |          |         |         |         | FRA Ret |         |         |         |         |         |         | -       | 0     |
| 1957 | Scuderia Ferrari         | Ferrari      | Ferrari      | ARG      | MON 5   | 500     | FRA Ret | GBR 4*  | ALE     | PES     | ITA     |         |         |         | 13è     | 5     |
| 1958 | Rob Walker Racing Team   | Cooper       | Climax       | ARG      | MON 1   | HOL 9   | 500     |         |         |         | ALE 3   | POR 8   | ITA Ret | MAR Ret | 7è      | 12    |
| 1958 | Scuderia Centro Sud      | Maserati     | Maserati     |          |         |         |         | BEL 7   |         |         |         |         |         |         | 7è      | 12    |
| 1958 | Owen Racing Organisation | BRM          | BRM          |          |         |         |         |         | FRA Ret |         |         |         |         |         | 7è      | 12    |
| 1958 | Rob Walker Racing Team   | Cooper       | Climax       |          |         |         |         |         |         | GBR 8   |         |         |         |         | 7è      | 12    |
| 1959 | Rob Walker Racing Team   | Cooper       | Climax       | MON 3    | 500     | HOL 8   | FRA 11  | GBR 5   | ALE 4   | POR 4   | ITA 9   | USA 2   |         |         | 5è      | 19    |
| 1960 | Rob Walker Racing Team   | Cooper       | Climax       | ARG 3**  |         |         |         |         |         |         |         |         |         |         | -       | 0**   |
| 1960 | Scuderia Centro Sud      | Cooper       | Maserati     |          | MON Ret | 500     | HOL Ret | BEL     | FRA Ret |         |         |         | USA 15  |         | -       | 0**   |
| 1960 | Aston Martin             | Aston Martin | Aston Martin |          |         |         |         |         | GBR 11  | POR     | ITA     |         |         |         | -       | 0**   |
| 1961 | Scuderia Serenissima     | Cooper       | Maserati     | MON 7    | HOL     | BEL Ret | FRA 13  | GBR     | ALE Ret | ITA 9   | USA     |         |         |         | -       | 0     |
| 1962 | Rob Walker Racing Team   | Lotus        | Climax       | HOL      | MON Ret | BEL 8   | FRA 7   | GBR     | ALE Ret | ITA Ret | USA Ret | SUD     |         |         | -       | 0     |
| 1963 | Reg Parnell Racing       | Lola         | Climax       | MON Ret  | BEL     | HOL     |         |         |         |         |         |         |         |         | -       | 0     |
| 1963 | Reg Parnell Racing       | Lotus        | Climax       |          |         |         | FRA 10  | GBR     | ALE     |         |         |         |         |         | -       | 0     |
| 1963 | Scuderia Centro Sud      | BRM          | BRM          |          |         |         |         |         |         | ITA 9   | USA     | MEX     | SUD     |         | -       | 0     |
| 1964 | Maurice Trintignant      | BRM          | BRM          | MON Ret  | HOL     | BEL     | FRA 11  | GBR DNQ | ALE 5   | AUT     | ITA Ret | USA     | MEX     |         | 17è     | 2     |

(*) Cotxe compartit.

### Resum
| Curses: | Victòries: | Pòdiums: | Poles: | Voltes ràpides: | Punts: |
| ------- | ---------- | -------- | ------ | --------------- | ------ |
| 84      | 2          | 10       | 0      | 1               | 72,33  |